# Alexander Wladimirowitsch Maximenko
Alexander Wladimirowitsch Maximenko (russisch Александр Владимирович Максименко; engl. Transkription: Aleksandr Vladimirovich Maksimenko; * 19. März 1998 in Rostow am Don) ist ein russischer Fußballtorwart, der beim Erstligisten Spartak Moskau unter Vertrag steht. Er ist seit Juni 2024 russischer Nationalspieler.

## Karriere

### Verein
Der in Rostow am Don geborene Alexander Maximenko begann im Alter von neun Jahren bei Lokomotive Rostow mit dem Fußballspielen und wechselte vier Jahre später in die Akademija Futbola Rostow von Iwan Sawwidi. Im Jahr 2013 trat er der Jugendabteilung des Hauptstadtvereins Spartak Moskau bei. In der Saison 2015/16 war er bereits Ersatztorhüter in der Reservemannschaft Spartak-2. Erstmals im Spieltagskader der ersten Mannschaft stand er mit 18 Jahren bei der 2:5-Auswärtsniederlage am 16. April 2016 (24. Spieltag) gegen Zenit St. Petersburg. Sein Debüt bei Spartak-2 in der zweithöchsten russischen Spielklasse bestritt er am 13. August 2016 (7. Spieltag) bei der 2:3-Heimniederlage gegen den FK Tjumen. Insgesamt bestritt er in dieser Saison 2016/17 vier Ligaspiele.
In der folgenden Perwenstwo FNL 2017/18 war er bereits die Nummer eins bei Spartak-2, war parallel dazu aber häufig bei der ersten Mannschaft auf der Reservebank, weshalb er viele Ligaspiele verpasste. Am 25. Oktober 2017 bestritt er beim 5:2-Pokalsieg gegen Spartak Naltschik sein Debüt in der ersten Mannschaft. Für mehr Einsätze bei den Herren reichte es in dieser Spielzeit nicht, denn er kam nicht am Stammtorhüter Alexander Selichow und dessen Ersatz Artjom Rebrow vorbei. Für Spartak-2 absolvierte er 20 Ligaspiele.
Zu Beginn der Saison 2018/19 profitierte er vom verletzungsbedingten Ausfall Selichows und rückte vor dem erfahrenen Rebrow in die Startformation. Sein erstes Spiel in der höchsten russischen Spielklasse bestritt er am 28. Juli 2018 (1. Spieltag) beim 1:0-Heimsieg gegen den FK Orenburg. Ende der Hinrunde wurde er von Rebrow verdrängt und die ersten fünf Ligaspiele der Rückrunde startete der wiedergenesene Selichow, welcher sich jedoch bei der 0:2-Heimniederlage gegen den Rivalen PFK ZSKA Moskau am 6. April 2019 (22. Spieltag) wieder verletzte und durch Maximenko ersetzt wurde. Er war bis zum Ende der Spielzeit Stammtorhüter und beendete diese mit 23 Einsätzen in der Liga und neun weiteren Einsätzen in Pokalbewerben.
In der folgenden Premjer-Liga 2019/20 behielt er seinen Status als erster Torhüter bei. Er etablierte sich neben Matwei Safonow als zweites großes russisches Torwarttalent.

### Nationalmannschaft
Im Januar 2015 spielte Maximenko erstmals für die russische U17-Nationalmannschaft. Mit dieser Auswahl nahm er im Mai 2015 an der U17-Europameisterschaft in Bulgarien teil. Dort bestritt er alle fünf Spiele und schied mit Russland im Halbfinale gegen Deutschland aus. Im Oktober desselben Jahres war er auch bei der U17-Weltmeisterschaft in Chile im Einsatz und absolvierte alle vier Spiele. Anschließend endete seine Laufbahn in der U17 nach 21 Länderspielen in zehn Monaten.
Von August 2015 bis April 2016 absolvierte er sieben Testspiele in der U18. Zwischen September und Oktober 2016 war er sechs Mal für die U19 im Einsatz.
Seit September 2018 ist Alexander Maximenko russischer U21-Nationalspieler, im Juni 2024 debütierte er erstmals für die erste Mannschaft.